# Văn hóa Ba Lan
Văn hóa Ba Lan ((tiếng Ba Lan: Kultura polska)) là thành phẩm của sự phát triển địa lý và lịch sử riêng biệt của Ba Lan, gắn bó mật thiết với lịch sử hàng nghìn năm vô cùng phức tạp của quốc gia này. Văn hóa Ba Lan là một phần quan trọng của nền văn minh phương Tây và thế giới phương Tây với những đóng góp nổi bật về các lĩnh vực nghệ thuật, âm nhạc, triết học, toán học, khoa học, chính trị và văn học.
Đặc điểm độc đáo của văn hóa Ba Lan đã phát triển nhờ vị trí địa lý của đất nước, nằm ở cửa ngõ của nhiều vùng đất tại châu Âu. Có một giả thuyết và suy đoán rằng người dân tộc Ba Lan và các tộc người Lechites (nhóm tộc người kashubi và silesi) có nguồn gốc kết hợp giữa các hậu duệ của người Tây Slavs và nhóm những người bản địa của các vùng miền như Celt, Balt và các tộc người German bị dần đồng hóa thành người Ba Lan sau những lần truyền đạo Kitô của Giáo hội Công giáo vào thế kỉ thứ 10. Theo thời gian, văn hóa Ba Lan chịu ảnh hưởng sâu sắc do những quan hệ giao lưu với người German, Hungary, Latinh, ở một mức thấp hơn là với các nền văn hóa Đông La Mã và Ottoman cũng như bởi cuộc đối thoại với nhiều nhóm dân tộc thiểu số sinh sống tại Ba Lan.
Người Ba Lan được xem là có truyền thống hiếu khách với các nghệ sĩ tới từ nước ngoài và mong muốn học hỏi những xu thế văn hóa và nghệ thuật nổi tiếng ở các quốc gia khác. Vào thế kỉ 19 và 20, người Ba Lan chú trọng vào phát triển văn hóa thường được ưu tiên hơn những hoạt động chính trị và kinh tế. Những nhân tố này đã góp phần tạo nên tính linh hoạt trong nền nghệ thuật của Ba Lan với tất cả bản sắc phức tạp của nền văn hóa này. Ngày nay, Ba Lan đang là một quốc gia phát triển mạnh mà vẫn duy trì những nét truyền thống của đất nước này. Thuật ngữ mà một người dùng để đánh giá cao nền văn hóa và phong tục của Ba Lan là polonophile.

## Lịch sử
Lịch sử văn hóa Ba Lan có thể bắt nguồn từ thời Trung Cổ. Tổng thể thì nó được chia làm các giai đoạn lịch sử, triết học nghệ thuật như sau: Văn hóa Ba Lan thời Trung Cổ (cuối thế kỉ 10–cuối thế kỉ 15), thời Phục Hưng (cuối thế kỉ 15–cuối thế kỉ 16), thời Baroque (cuối thế kỉ 16–giữa thế kỉ 18), thời kỳ Khai Sáng (nửa sau thế kỉ 18), thời kì lãng mạn (khoảng năm 1820 đến cuộc khởi nghĩa Tháng Giêng chống lại Đế quốc Nga), chủ nghĩa thực chứng (kéo dài đến đầu thế kỉ 20), Ba Lan trẻ (1890–1918), giai đoạn giữa hai cuộc thế chiến (1939–1945), Thế chiến thứ II (1939–1945), thời Cộng hòa nhân dân Ba Lan (kéo dài đến Mùa thu năm 1989) và thời hiện đại.

## Thư viện ảnh

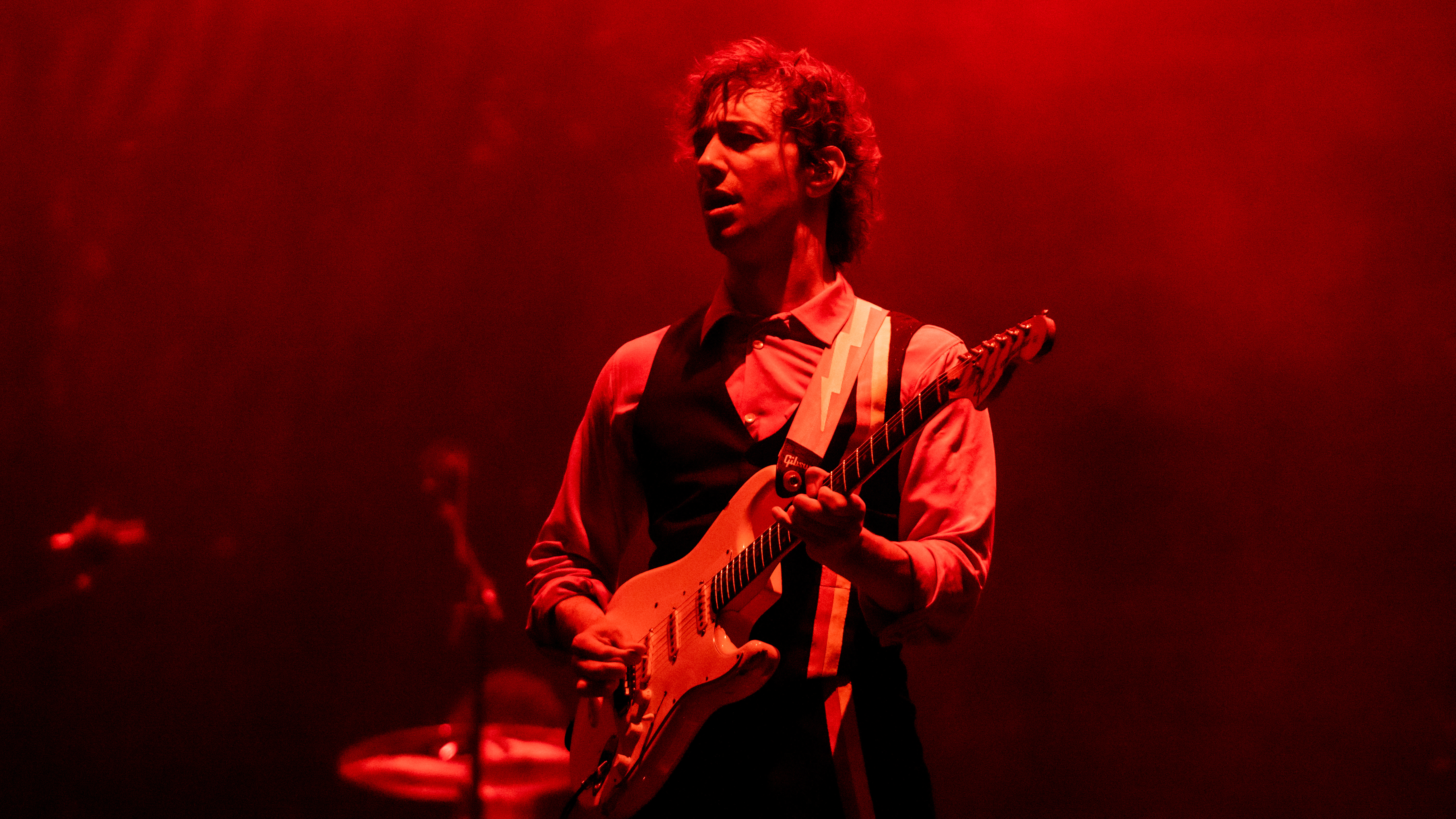
Open'er Festival tại Gdynia là một trong những nhạc hội thường niên lớn nhất tại Ba Lan
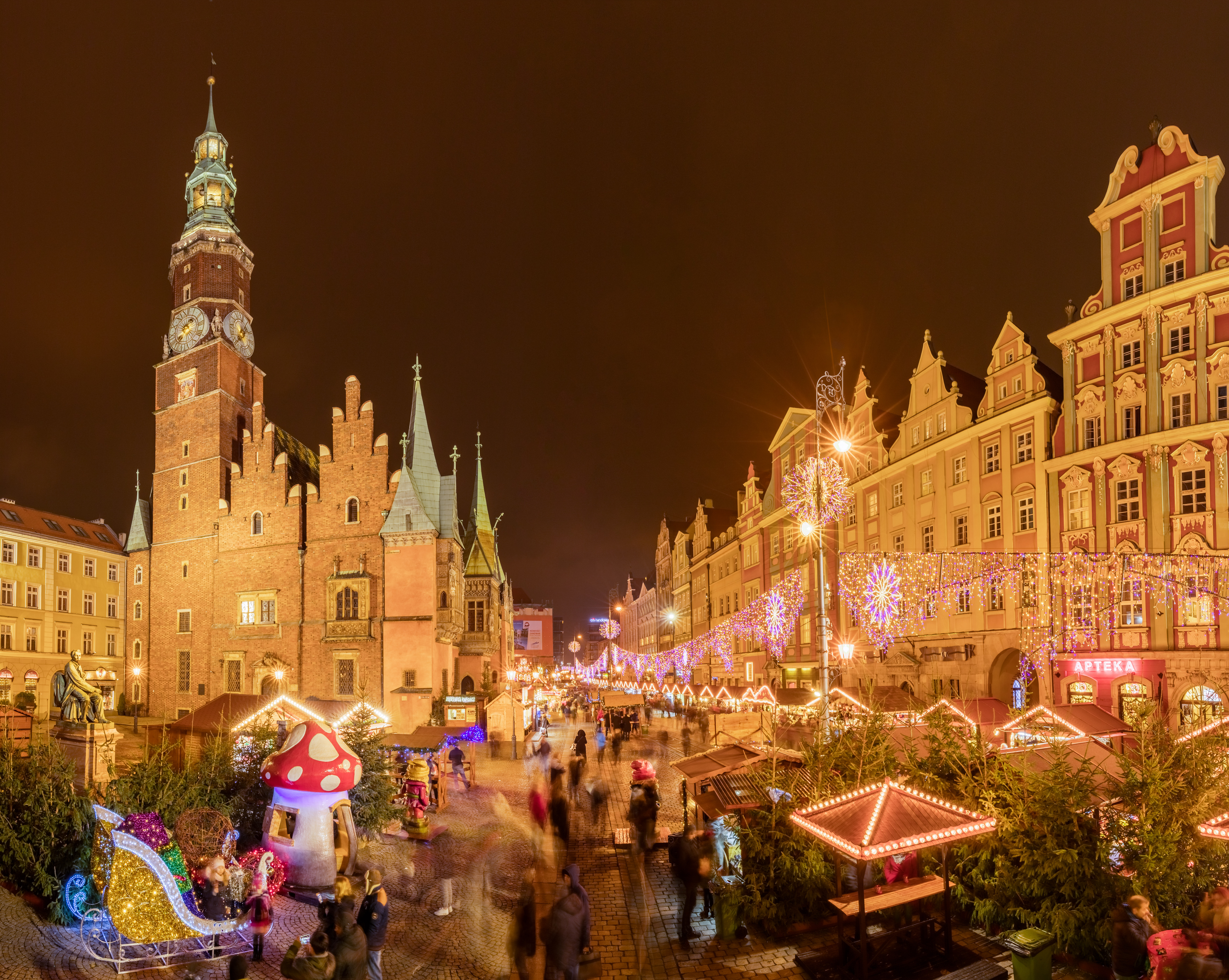
Chợ Giáng Sinh tại Wrocław
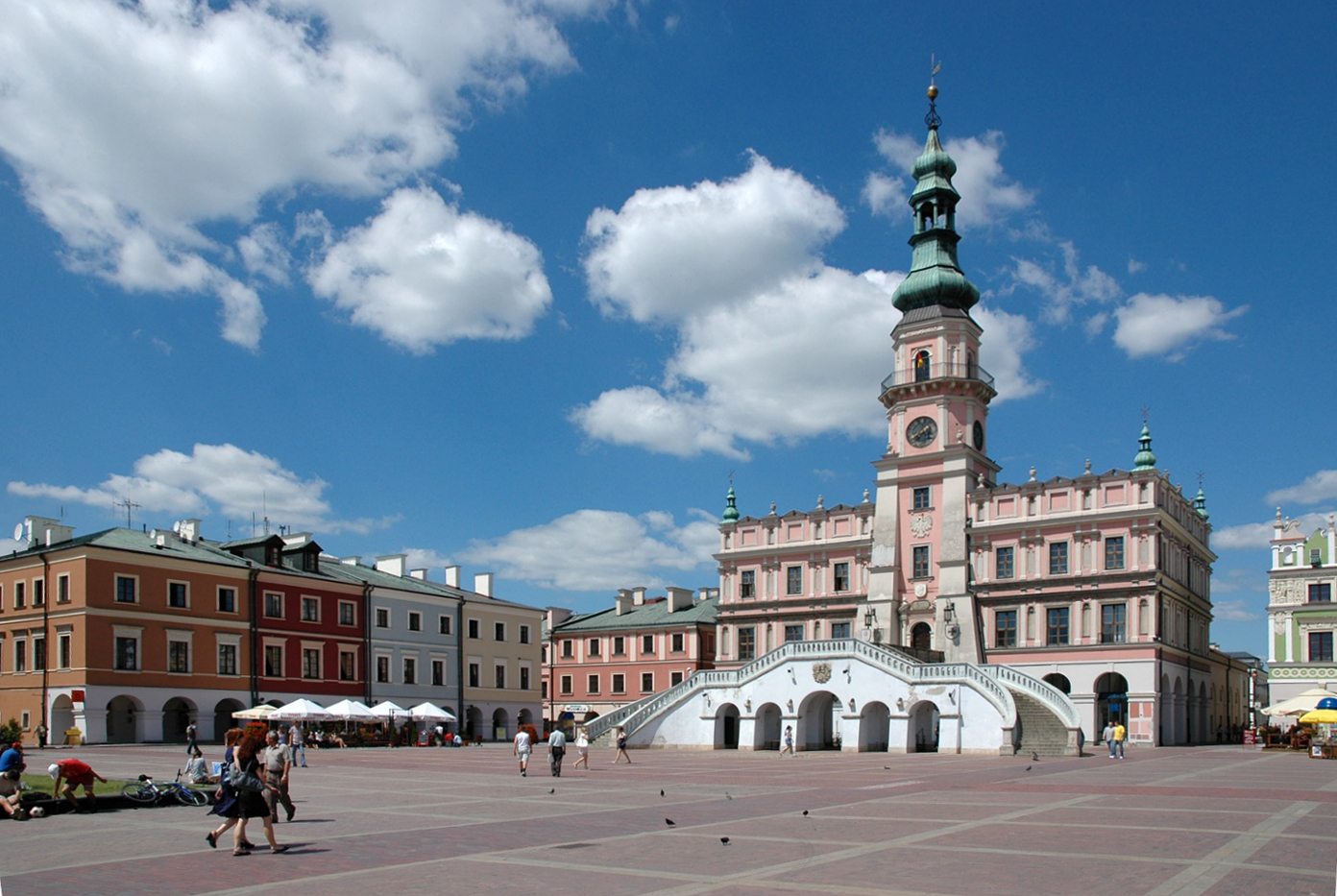
Thành phố cổ Zamość (Di sản thế giới của UNESCO)
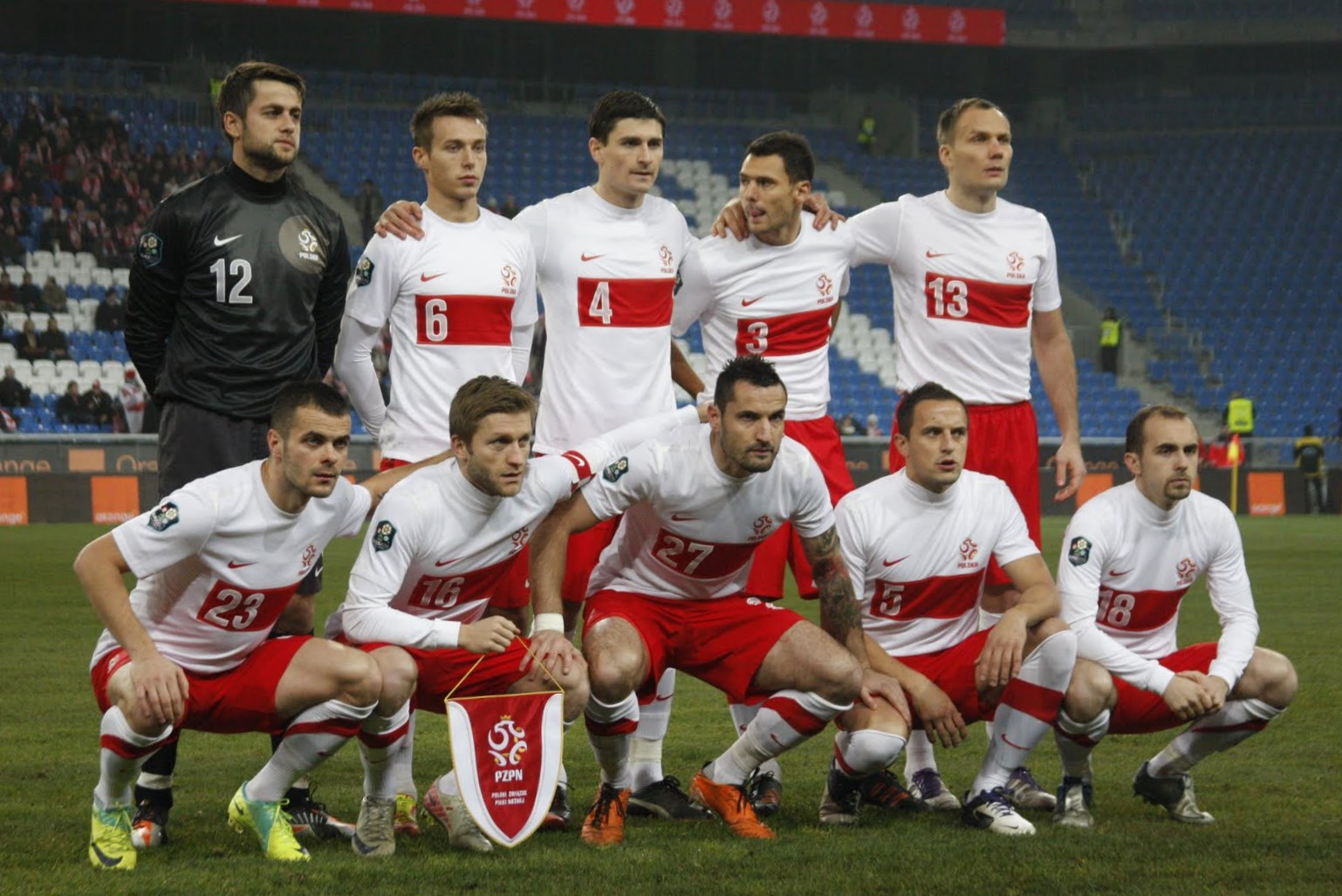
Đội tuyển bóng đá quốc gia Ba Lan